# 任桂辛
任桂辛（1988年12月19日—），中国足球运动员，中国国家女子足球队成员，司职中场。她原本入选2016年里约奥运中国女子足球队正选名单，但后来她因在训练中意外受伤而无缘该届奥运。